# 켄 올린
켄 올린(Ken Olin, 1954년 7월 10일 ~ )은 미국의 배우, 감독, 제작자이다.

## 작품 목록
- 카운트다운 1999 (1999)
- 에드버킷 (1997)
- 기병대의 비밀 (1995)
- 늑대 개 2 (1994)
- 질투의 끝 (1993)
- 아담의 영혼 (1992)
- 퀸가의 친구들 (1991)
- 보스톤 테러 특급 (1990)
- 고백 (1986)
- 생사의 여객기 (1984, Flight 90: Disaster on the Potomac)
- 고스트 스토리 (1981)

### 영화 연출
- 메이플가의 시련 (1992, Doing Time on Maple Drive) - TV 영화

### 텔레비전 연출
- 펠리시티 (1999-2000)
- 웨스트 윙 (2000)
- 프릭스 앤 긱스 (2000)
- 앨리어스 (2001-05)
- 브라더스 & 시스터스 (2006-11)
- 높은 성의 사나이 (2015)

### 텔레비전 출연
- 앨리어스 (2001-02)
- 브라더스 & 시스터스 (2007-11)